# Placospherastra
Placospherastra es un género de demosponjas perteneciente a la familia Placospongiidae. Incluye una única especie, P. antillensis.

## Especies
P. antillensis